# Стюарт, Александр, 5-й лорд Блантайр
Александр Стюарт, пятый лорд Блантайр (или Стюарт) (умер в 1704 г.) — шотландский дворянин и политик.

## Биография
Был сыном Александра Стюарта, 4-го лорда Блантайра, от Маргарет, дочери Джона Шоу из Гринока. Во время Славной революции он собрал полк для службы королю Вильгельму, который находился в Стерлинге, когда Хью Маккей расположился лагерем в Килликранки.
Блантайр был одним из тех, кто протестовал против собрания конвента 9 июня 1702 года и вышел из собрания. Вышедшие члены направили его в качестве заместителя королевы Анны, которая отказалась принять их протест, но позволила Блантайру ей служить..
Блантайр принес присягу и занял свое место в шотландском парламенте 9 июля 1703 года. 11 августа лорд-адвокат подал на него жалобу за то, что он при свидетелях назвал лорда-верховного комиссара «подлым и наглым лжецом». Он вошел в палату во время прений и, отдав себя в руки лорда-констебля, был помещен под арест в своей собственной комнате. 13-го числа была зачитана петиция от него, в которой он просил комиссара и поместья принять его смиренные извинения. Было решено, что перед освобождением он должен на коленях просить прощения у комиссара и у поместий и согласиться на штраф; но когда его вызвали в суд, комиссар отказался от его коленопреклоненных признаний и, пообещав соблюдать оставшуюся часть приговора, он был уволен из бар и восстановлен.
Лорд Блантайр умер 20 июня 1704 года.

## Семья
Со своей первой женой, Маргарет, старшей дочерью сэра Джона Хендерсона из Форделя, Файф, барт, у него потомства не было. От второй жены, Анны, дочери сэра Роберта Гамильтона, лорда Прессменнана и сестры Джона Гамильтона, 2-го лорда Белхейвена и Стентона, у него было пять сыновей и четыре дочери:
- Уолтер (ум. 1713), шестой лорд;
- Роберт (ум. 1743), седьмой лорд;
- Джон, Джеймс, Хью;
- Мэрион, замужем за Джеймсом Стирлингом из Кейра;
- Фрэнсис — замужем за сэром Джеймсом Гамильтон из Роузхолла, баронетесса;
- Хелен — Джону Грею, 11-му лорду Грею; и
- Энн — Александру Хэю из Драммельзи.